# Smrdljiva jasika
Smrdljiva jasika (lat. Anagyris), manji biljni rod iz porodice mahunarki raširen od Kanara preko Sredozemlja do Arapskog poluotoka i Irana.
Postoje dvije vrste, od kojih je jedna endem Kanarskih otoka.

## Vrste
1. Anagyris foetida L., Sredozemlje, uključujući i Hrvatsku[1]
2. Anagyris latifolia Brouss. ex Willd., Kanari